# Nokia 6230
Nokia 6230 er en verdenskendt mobiltelefon, som er blevet til et comeback for Nokia, i 2004/2005, er det blevet til en "pop-telefon". 
Den er oprindeligt lavet som en businesstelefon, men blev meget populær på det private marked, da den var lille og havde utrolig mange funktioner, som bl.a.
- MP3-afspiller
- AAC-afspiller
- Videooptager og afspiller
- VGA-kamera
- TFT-Farvedisplay
- Bluetooth
- Streaming af video og lyd
- FM-stereoradio
- EDGE
- GPRS
- Udvidelse af hukommelse i form af multimediekort MMC på op til 1024 MB